# Летников, Феликс Артемьевич
Феликс Артемьевич Ле́тников (род. 3 октября 1934, Полоцк, БССР, СССР) — советский и российский учёный, специалист по петрологии и геохимии, доктор геолого-минералогических наук, академик Российской академии наук.

## Биография
- Окончил Щучинский горно-металлургический техникум в 1953 году.
- Окончил Всесоюзный заочный политехнический институт в 1961 году.
- В 1966—2006 гг. заведующий лабораторией петрологии и рудогенеза Института земной коры СО РАН (г. Иркутск)
- Защитил диссертацию доктора геолого-минералогических наук в 1972 году.
- 23 декабря 1987 г. избран членом-корреспондентом АН СССР.
- 11 июня 1992 г. избран академиком Российской академии наук.

## Награды
- Орден Почёта (1999)[1]
- Премия Правительства Российской Федерации в области науки и техники (2006)[2]
- Национальная экологическая премия «ЭКОМИР».